# Xã Goodwin, Quận Deuel, South Dakota
Xã Goodwin (tiếng Anh: Goodwin Township) là một xã thuộc quận Deuel, tiểu bang Nam Dakota, Hoa Kỳ. Năm 2010, dân số của xã này là 159 người.